# Kostel Nejsvětější Trojice (Praha, Spálená ulice)
Kostel Nejsvětější Trojice ve Spálené ulici na Novém Městě v Praze je barokní trojlodní budova s věží z roku 1713 postavená podle projektu Octavia Broggia jako součást později zrušeného kláštera řádu trinitářů, neboli Řádu nejsvětější Trojice pro vykupování zajatců, katolického řádu, jehož posláním bylo tehdy především vykupovat křesťany z tureckého zajetí. Kostel je chráněn jako kulturní památka a nalézá se v bezprostřední blízkosti areálu Pedagogické fakulty Univerzity Karlovy. Na konci roku 2005 byla místní římskokatolická farnost zrušena a kostel byl dán do užívání slovenským řeckokatolíkům.

## Historie

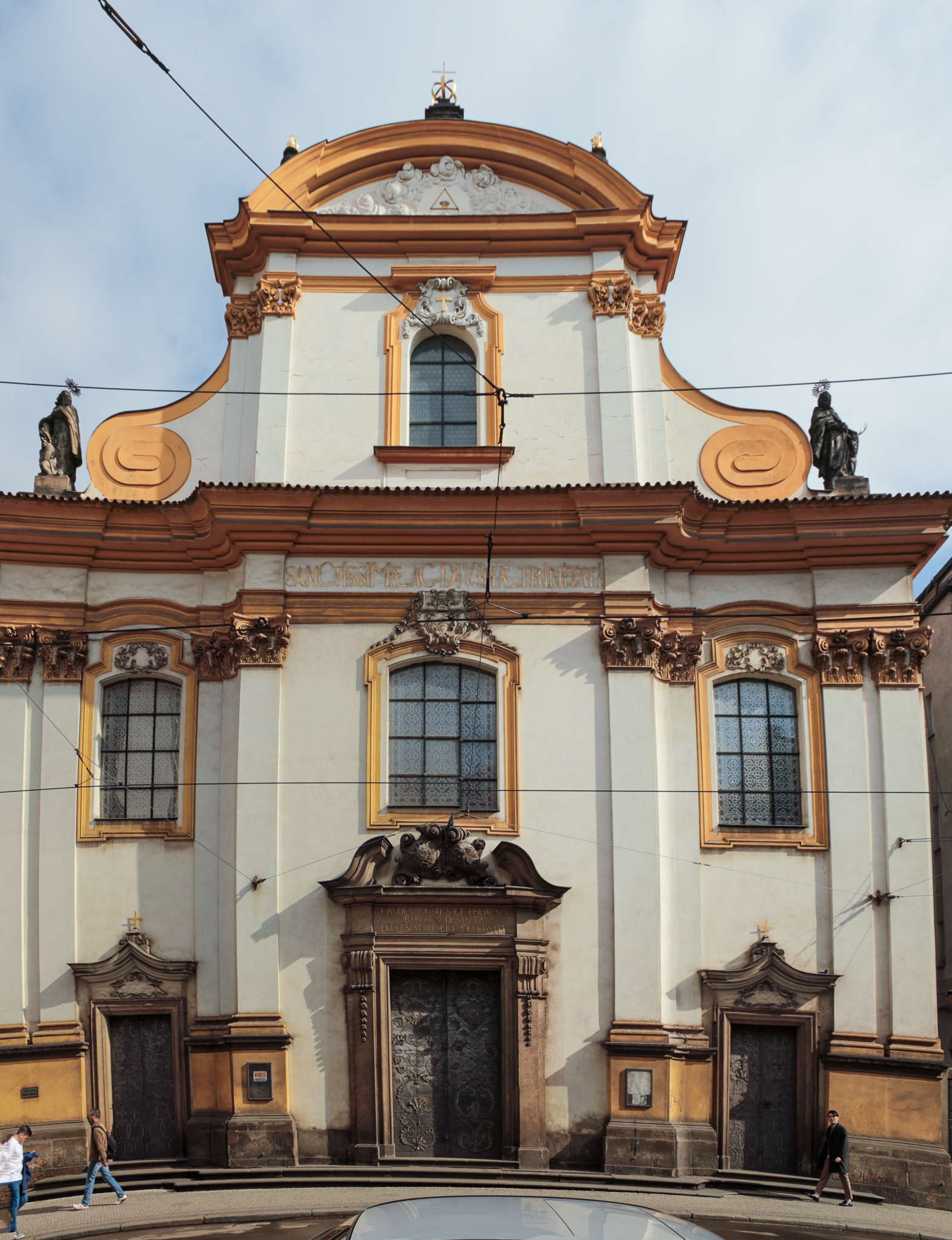
Průčelí kostela

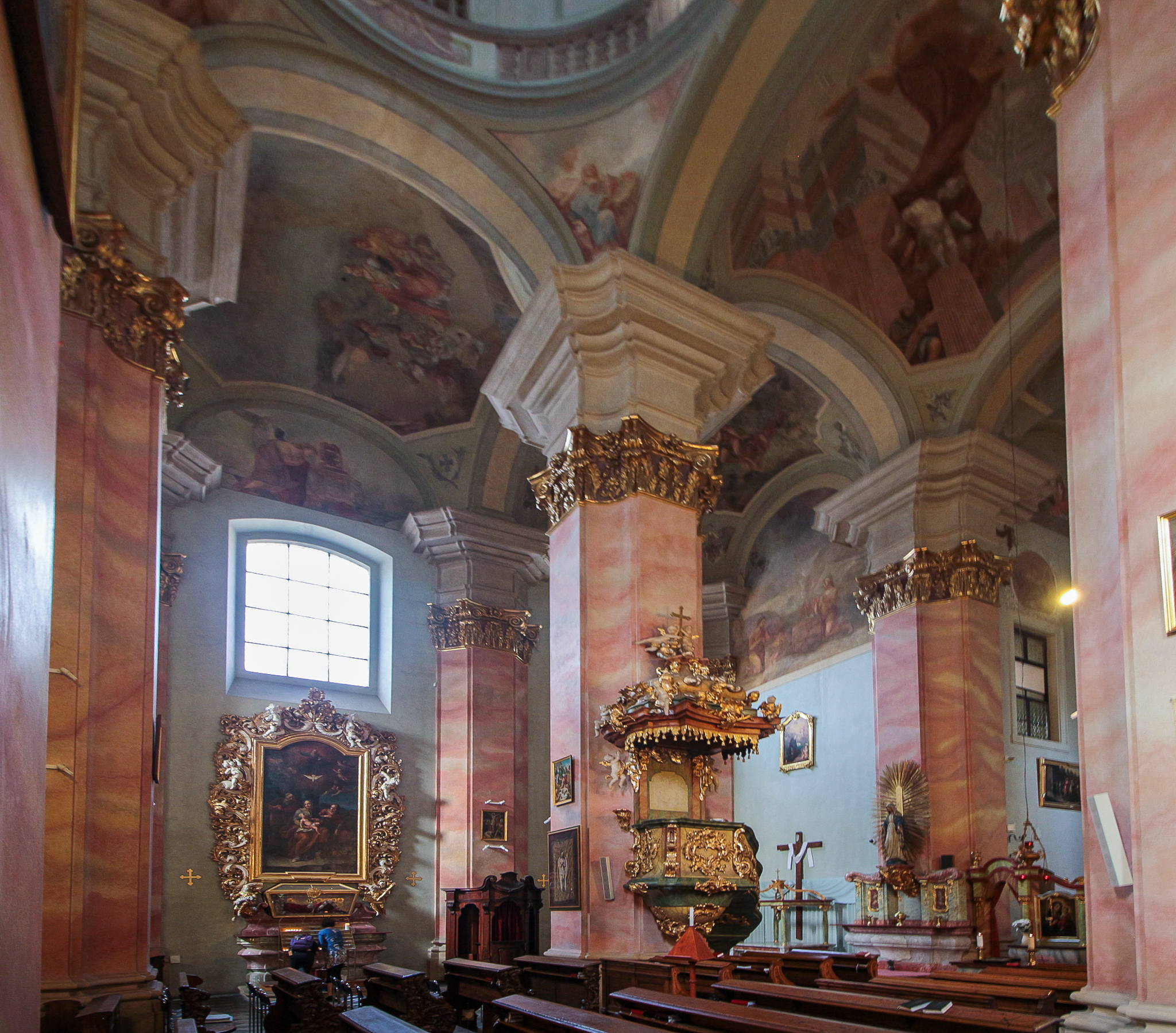
Interiér kostela

Kostel byl založen na místě bývalého židovského hřbitova, jenž tu vznikl roku 1254, aby byl poté roku 1478 zrušen a jeho pozemek rozparcelován. Posléze tu vzniklo několik domů, z nichž dva, pro budoucí výstavbu klíčové, získaly šosovní hodnotu a byly v roce 1708 odkoupeny trinitáři, jimž již o tři roky dříve císař Leopold I. povolil zřízení konventu. Samotný kostel i sousední klášterní budova (směrem k Lazarské ulici) byly postaveny v letech 1708–1713 na místě dvou zmíněných obytných domů na základě projektu Octavia Broggia a pod vedením stavitelů Kryštofa Dientzenhofera a Jana Jiřího Aichbauera mladšího. Donátorem celé stavby byl nejvyšší mincmistr Království českého a mecenáš umění, baron Jan Ignác Putz z Adlersthurnu s manželkou Terezií Klárou Freislebenovou z Bischhofenu. Samotná stavba doznala oproti původnímu Broggiovu návrhu určitých změn, jmenovitě vypuštění oratoří v lodi a přístavba vysunutého kněžiště, které se mělo nacházet pod plánovanou věží, o čemž bylo rozhodnuto v roce 1710. Roku následujícího nabyly jiné podoby i klenby – kupolí s lucernou měl být vybaven pouze ústřední prostor, kolem kněžiště měly být též vystavěny symetrické sakristie. Nápadné je, že podobně řešena je i kupole poutního kostela sv. Máří ve Chlumu, kde také působil Kryštof Dientzenhofer. Nabízí se tedy domněnka, že za toutéž myšlenkou stojí jeden autor, a že změny tedy vznikly na jeho popud. Konvent byl vybudován pravděpodobně nejpozději roku 1716, tedy nanejvýš tři roky po vysvěcení chrámu.
Roku 1783 byl v rámci náboženských reforem císaře Josefa II. klášter trinitářů zrušen a kostel uzavřen, prostor konventu byl přeměněn v kasárna. Věřící si však, podpořeni iniciativou tehdejšího provinciála trinitářského řádu, vymohli znovuotevření chrámu. Roku 1784 sem byla přenesena fara od tehdy zrušeného kostela sv. Martina ve zdi. Odtamtud pochází také renesanční cínová křtitelnice (datovaná letopočtem 1552) a gotické dveře do sakristie, pobíjené železnými pásky. Přenesení fary bylo motivováno zejména skutečností, že zatímco Staré město pražské disponovalo na sklonku 18. století osmi farními kostely, Nové město pražské pouze čtyřmi. Kromě toho farnosti u kostela sv. Martina ve zdi příslušelo více domů na Novém městě nežli na Starém městě pražském (50 domů oproti 64 domům). První bohoslužby v nově uspořádané farnosti se uskutečnily první adventní neděli roku 1784. Ačkoli po třech letech proběhly v územním vymezení farní osady jisté změny, počet staroměstských domů podléhající zdejší farnosti zůstal zachován. Zatímco ve svatomartinském kostele byly dříve veškeré bohoslužby slouženy v češtině, u Nejsvětější Trojice ve Spálené dominovala němčina, a to včetně hlavních kázání, výjimku představovaly pouze ranní veskrze česky sloužené mše. Tento stav se měl změnit roku 1785, kdy byla již i kázání pouze česká.
Kostel se dočkal nové fasády roku 1896, naposledy zatím roku 1991, kdežto budova bývalého trinitářského konventu, členěná do Lazarské ulice, byla zbořena roku 1889. Farní budova byla postavena roku 1784 podle plánu Pavla Wiedhoffa v raně klasicistním stylu, přičemž bylo využito staršího domu, stylově na pomezí renesance a baroka. Kolem roku 1850 vymaloval farní interiéry Josef Navrátil, jeho malby byly ovšem při pozdějších úpravách zabíleny. V roce 1881 byl postaven domek s bytem pro zvoníka na místě dřívější umrlčí komory, roku 1902 pak byla přízemní část fary přetvořena v byt pro kaplana. V 60. letech 20. století byla na faře provedena řada úprav interiéru, změněny byly například krytiny nebo dveře.
Patronem kostela a fary byl sbor obecních starších královského hlavního města Prahy. Na počátku 80. let 19. století se k této farní osadě hlásilo 5170 katolíků, 141 nekatolíků a 796 židů. Mezi léty 1784-1948 tu působilo celkem devět duchovních správců, prvním byl P. Václav Jiskra a posledním P. Josef Jiřičný. Od února roku 2006 kostel slouží jako farní pro slovenskou řeckokatolickou obec v Praze.

### Program záchrany architektonického dědictví
V rámci Programu záchrany architektonického dědictví bylo v letech 1995–2014 na opravu památky čerpáno 3 000 000 Kč.
| rok    | 2002  | 2003 |
| ------ | ----- | ---- |
| částka | 2 200 | 800  |

## Popis

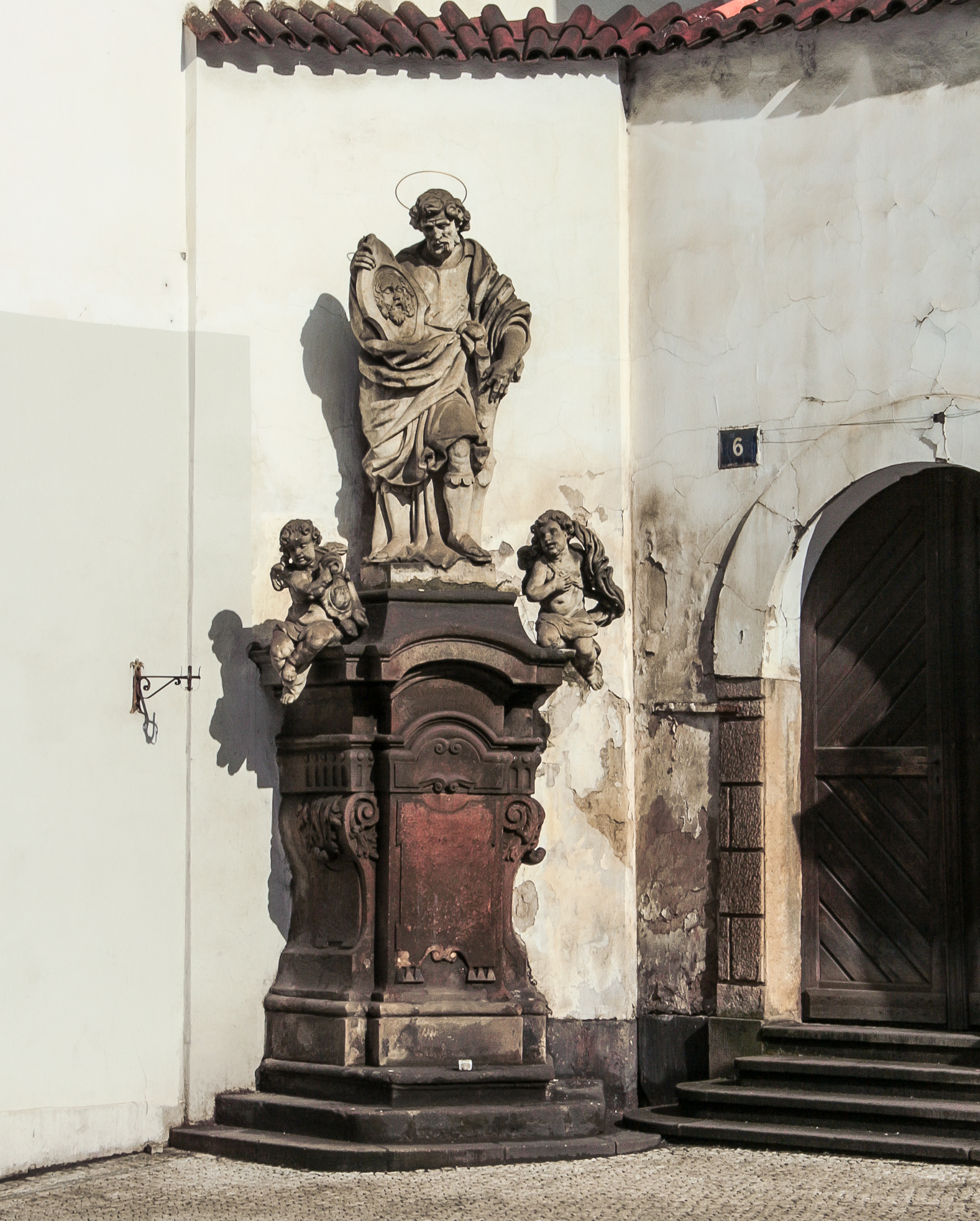
Socha svatého Judy Tadeáše před klášterem trinitářů

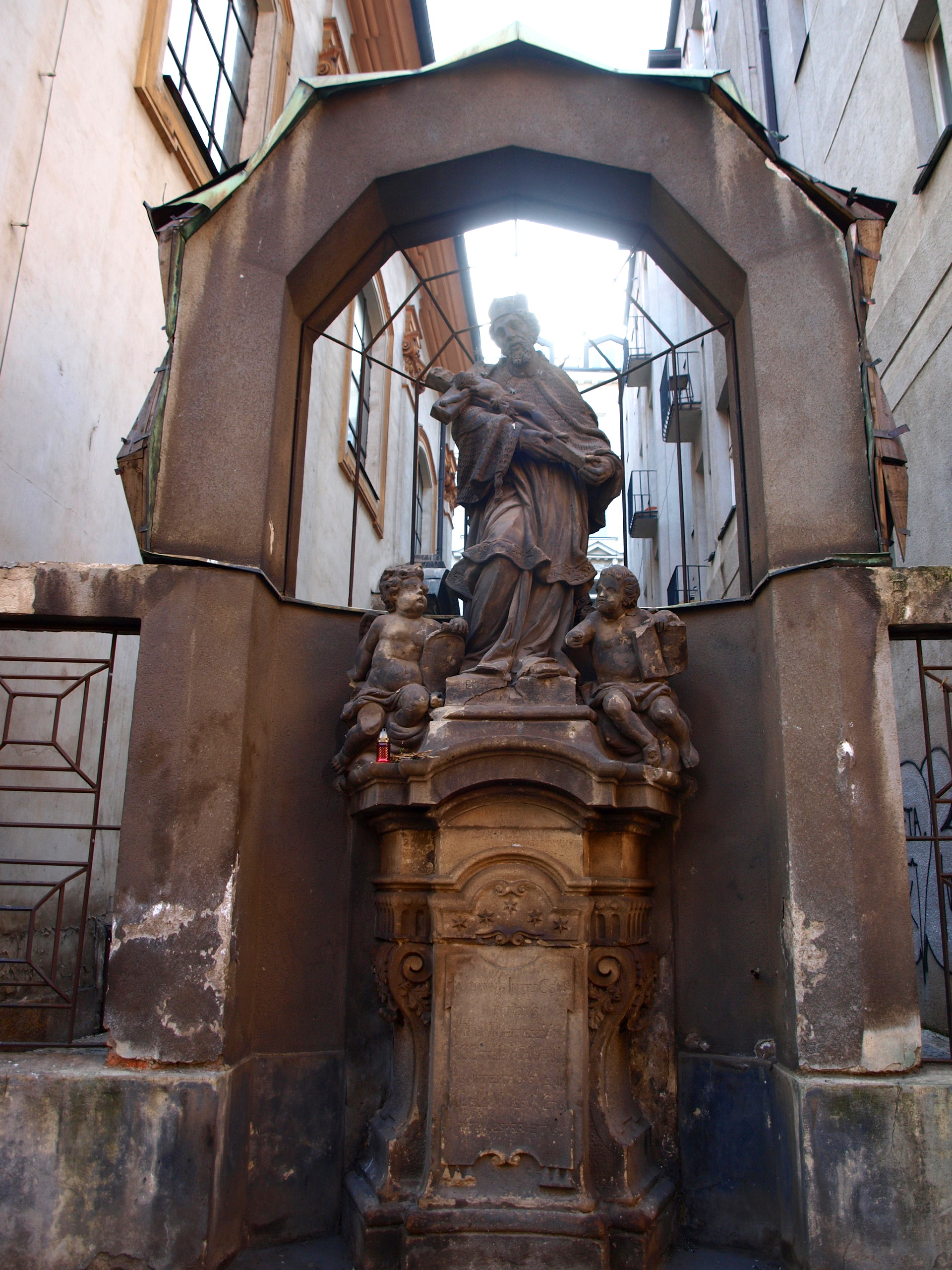
Barokní socha svatého Jana Nepomuckého v kubistickém přístřešku sousedního paláce Diamant

### Exteriér
Originálně pojatá vrcholně barokní budova stojí na téměř čtvercovém půdorysu s věží nad presbytářem a bohatě zdobeným dvouetážovým vstupním průčelím, charakteristicky vertikálně trojděleným, a je obrácena do Spálené ulice. Z původních plánů architekta Broggia je patrné, že na fasádových pilastrech zamýšlel korintské hlavice, třebaže mínil v druhé etáži použít iónské; nakonec to však nebylo zrealizováno a hlavice zůstaly v jednom stylu. Boční osy ohraničuje vždy hlavice pilastrů, jež nesou plně vyvinuté kladí, jen lehce přerušené nad okny bočních os segmentovaným vzdutím. Vypuklé erbovní štíty donátorů, Jana Ignáce Putze a jeho manželky, v oválných kartuších a dedikační nápis jsou umístěny nad hlavním vchodem do kostela, nad nimi na fasádě v pásu pod korunní římsou je vyzlacen latinský nápis o zasvěcení kostela SANCTISSIMÆ AC DIVINÆ TRINITATI. Edikulový portál má plně vyvinuté kladí, které hlásá pamětní nápis donátorů: IOANNES IGNATIVS ET THERESIA / BARONES DE PVTZ / ECCLESIAM FIERI FECEREVNT. Ve druhé etáži jsou postranní osy již jen nahrazeny volutově stočenými křídly. Za volutami jsou umístěny sokly, kde se nachází vlevo socha sv. Jana z Mathy s otrokem, vpravo pak sv. Felixe z Valois s parožím. Střední část vymezenou pilastry, které nesou opět plné kladí a ukončuje segmentový štít (v tympanonu s Božím okem v oblacích), prolamuje polokruhově ukončené okno. Vlevo od vstupu do kostela, za krátkým úsekem ohradní zdi s polokruhovou brankou, stojí silně poškozená socha sv. Judy Tadeáše z roku 1734, snad z dílny Matyáše Bernarda Brauna. Vpravo vedle kostela stojí socha Jana Nepomuckého, nespolehlivě řazená mezi práce Josefa Michaela Brokofa. s darovacím nápisem trinitářů z roku 1719 (chronogram ovšem sochu datuje do doby o čtyři roky pozdější) na soklu, umístěná v moderní kubistické edikule.

### Krypty
Pod kostelem jsou dvě klenuté prostory podzemní krypty řeholníků a dobrodinců, které byly otevřeny a zdokumentovány v letech 1982–1983. Jedná se o běžnou součást řádových kostelů barokní doby (podobné se nacházejí u Panny Marie Vítězné i Panny Marie Sněžné, u sv. Klimenta v Klementinu, u sv. Mikuláše na Malé Straně, u Panny Marie na Karlově a ještě u mnohých jiných chrámů). Ačkoli se řádová kronika trinitářů, vytištěná v Praze roku 1726, nedochovala a ani rukopis zdejšího faráře Michaela Maxe Willera z roku 1835 s názvem Heiligste Trinität není k nalezení, z odkazů a závětí příznivců kláštera lze jasně vypozorovat, že krypty existovaly dvě - první klášterní, konventní, „crypta conventus“, druhá chrámová, „crypta ecclesiae“. V první jmenované se zřejmě nacházely, jak se lze důvodně domnívat, především hroby řádových představených. Těch jich během osmdesáti let stačilo v Praze působit dvacet. V některých případech nejsou známa ani jejich jména, nejčastěji se dají identifikovat dle podpisů na listinách a odkazů v inventářích, z těchto zkoumání se ukázalo, že zastávaly hodnosti představený řádu (minister generalis), představený české řádové provincie (minister provincialis) či představený pražského konventu (minister conventus). Z těch, jejichž jména jsou známa, vynikají především Joannes à Cruce, spoluzakladatel české odnože řádu, Joannes à S. Anthonasio či Martínus ab Ascensione Domini, všichni Španělé a řádoví mistři; řádoví bratři byly v kryptě pohřbíváni jen výjimečně. Nápis u mrtvých, uvádějící jejich jméno, titul, věk, případně datum narození či úmrtí, je většinou latinský, méně často německý. Při zkoumání krypty byly nalezeny dvě vcelku zachované kostry, které byly podrobeny dalšímu zkoumání. Zjistilo se tak, že jde v obou případech o muže, v jednom zhruba třicetiletého, v druhém zesnulého v 20–30 letech. Krátkolebost, která u nich byla zjištěna, je pro dané historické období naprosto typická.

### Interiér
Vnitřek má charakter centrální stavby o 9 klenebních polích se stejně velkým presbytářem na východní straně. 3 × 3 klenební pole jsou téměř stejně vysoká, oddělená pasy a sklenutá střídavě plackami a klášterními klenbami na čtyři štíhlé sloupy s vykousnutými hranami a výraznými hlavicemi. Prostřední loď je nepatrně širší a nad středním polem je kupole s lucernou vyčnívající nad střechu. Zařízení je většinou z druhé poloviny 18. století, drobná křtitelnice z roku 1552 a kované dveře do sakristie z 15. století pocházejí z kostela sv. Martina ve zdi.
Deset cenných původních oltářů ve formě mramorové menzy s vyřezávanými akantovými rámy obrazů bylo vysvěceno roku 1713 a vzácně se dochovalo. Mimo hlavní oltář to jsou oltář Immaculaty, oltář Ecce Hommo, oltář sv. Michala de Sanctis, oltář sv. Anny, oltář sv. Jana z Mathy a sv. Felixe z Valois, oltář archanděla Michaela, oltář sv. Josefa (sv. Rodiny), oltář sv. Jana Křtitele (Křtu Páně). Ikonograficky významné jsou olejomalby řádových světců a spoluzakladatelů řádu v kartuších na bočních stranách, sv. Jana z Mathy a sv. Felixe z Valois, jimž se zjevuje anděl s křesťanskými otroky, které mají vykoupit z tureckého otroctví. Další oltář je zasvěcen španělskému trinitáři sv. Michaelu de Sanctis, zobrazenému se Spasitelem, jemuž se klaní a ukazuje na své srdce (zemřel 1624). Třetí oltář sv. Anny Samétřetí je zasvěcen svaté rodině stejně jako oltář sv. Josefa. Oltář sv. Jana Křtitele zobrazuje Křest Kristův. Neméně významná je ve dřevě řezaná a polychromovaná socha Krista Trpitele z téže doby.
K architektonickému řešení interiérů jsou přičítány i nástěnné malby z roku 1779. Nalézá se tu několik zpodobení Boha – na klenbě kněžiště je zobrazován jako Trojjediný, mezi kněžištěm a kupolí Samojediný, v kupoli jako Veliký nad padlými anděly. Dalšími zpodobnění na různých místech interiéru jsou Mocný, bořící zdi Jericha (nyní zabíleno), Svatý, zjevující se Mojžíšovi, Pán života a smrti, přijímající Noemovu oběť po potopě, Stvořitel prvních lidí, Spravedlivý, s příběhem Jonáše, Trestající svatokrádež Heliodorovu, Bůh přijímající oběť Ábelovu, Prozřetelný, s nalezeným Mojžíšem na břehu Nilu a Divuplný s obrácením sv. Pavla. Mřížka oddělující kněžiště není původní, pochází až z 19. století, obdobně jako podlaha z cementových dlaždic. V sakristii jsou dnes valené klenby s pětiokými výsečemi.
Některé obrazy a sochy byly v letech 1777–1780 vyměněny a kostel v duchu dobové zbožnosti vymalován malířem Antonínem Schlachterem. Fresky utrpěly zejména havarijním stavem střechy a statickým poškozením (popraskáním) kleneb v době uzavření kostela pro výstavbu metra v 80. letech 20. století, několikrát byly neodborně obnoveny a restaurovány. Například roku 1879 je restauroval akademický malíř König, silně poškozené části při tom přemaloval ornamentální malbou, což nebývá hodnoceno jako řešení nejvhodnější. V téže době bylo celé zařízení kostela demontováno a vystěhováno do nedalekého Emauzského kláštera. Kazatelna z roku 1770 představuje zajímavou řezbářskou práci pozdního baroka.
Zmínku zasluhují i novorenesanční varhany z konce 19. století, na čelní straně positivu zdobeny původním rokokovým ornamentem. Již od roku 1885 vypracovávali v zádušním úřadu pražském plán na rekonstrukci starých varhan v patronátních kostelích, případně jejich nahrazení novými, zejména pro chatrný stav starých strojů a kvůli nedostatku jejich neúplných spodních oktáv. Pověřená komise rozhodla, že v naléhavosti pořízení nových strojů je kostel ve Spálené co do priority na čtvrtém místě. Již nových varhan se tak u nejsvětější Trojice dočkali roku 1894. Prvním, kdo se jich mohl ujmout, byl varhaník Bohumil Vacek.